# رود تنکه
رود تنکه (به انگلیسی: Teneke) یک رودخانه در استان آق‌مولای کشور قزاقستان است.